# IIHF Challenge Cup of Asia 2012 (ženy)
IIHF Challenge Cup of Asia 2012 (ženy) byl turnaj v ledním hokeji žen, který se konal od 15. do 19. února 2012 v hale Qiqihar Icerink v Cicikaru v Číně. Turnaje se zúčastnila čtyři družstva, která hrála jednokolově každé s každým, poté první dvě družstva hrála finále a třetí a čtvrté o 3. místo. Vítězství si připsali hráčky Japonska před hráčkami Číny 1 a Číny 2.

## Výsledky

### Základní skupina
|    |             | Čína 1 | Japonsko | Čína 2 | Jižní Korea | V | VP | PP | P | VG | OG | B |
| F  | Čína 1      | ***    | 4:2      | 12:0   | 3:0         | 3 | 0  | 0  | 0 | 19 | 2  | 9 |
| F  | Japonsko    | 2:4    | ***      | 12:0   | 6:1         | 2 | 0  | 0  | 1 | 20 | 5  | 6 |
| o3 | Čína 2      | 0:12   | 0:12     | ***    | 4:3         | 0 | 1  | 0  | 2 | 4  | 27 | 2 |
| o3 | Jižní Korea | 0:3    | 1:6      | 3:4    | ***         | 0 | 0  | 1  | 2 | 4  | 13 | 1 |

### Finále a zápas o 3. místo
|    | Finále      | Japonsko | Čína 1      |
| 1. | Japonsko    | ***      | 3:1         |
| 2. | Čína 1      | 1:3      | ***         |
|    | o 3. místo  | Čína 2   | Jižní Korea |
| 3. | Čína 2      | ***      | 2:1         |
| 4. | Jižní Korea | 1:2      | ***         |